# Radiografia izotopowa zbiorników podstawy czaszki
Radiografia izotopowa zbiorników podstawy czaszki (scyntygrafia przestrzeni płynowej) – radioizotopowa obrazowa technika diagnostyczna, służąca do oceny przestrzeni płynowej i krążenia płynu mózgowo-rdzeniowego.

## Opis metody
Radiografia izotopowa zbiorników podstawy czaszki polega na wprowadzeniu do przestrzeni płynowej ośrodkowego układu nerwowego znakowanej izotopem 131I albuminy albo  169Y-DTPA lub 111In-DTPA z nakłucia lędźwiowego lub podpotylicznego. Następnie pacjent jest umieszczony pod gamma-kamerą, co pozwala zarejestrować zmiany radioaktywności płynu mózgowo-rdzeniowego.

## Interpretacja
W warunkach prawidłowych po 1-2 godzinie izotop pojawia się w zbiornikach podstawy mózgu, po 4-6 godzinach nad sklepieniem mózgu, a po 24 godzinach w zatoce strzałkowej górnej. Komory mózgu nie są normalnie widoczne. W przypadku wodogłowia izotop dyfunduje w kierunku przeciwnym do zwolnionego przepływu płynu mózgowo-rdzeniowego i pojawia się w komorach mózgu. 

## Wskazania
- podejrzenie wodogłowia
- ustalenie zasadności założenia zastawki przedsionkowo-komorowej w wodogłowiu
- kontrolowanie funkcjonowania zastawki przedsionkowo-komorowej
- podejrzenie przetoki płynu mózgowo-rdzeniowego do jamy nosowej (diagnostyka płynotoku).